# Lepidodexia fuscianalis
Lepidodexia fuscianalis är en tvåvingeart som först beskrevs av Wulp 1895.  Lepidodexia fuscianalis ingår i släktet Lepidodexia och familjen köttflugor. Inga underarter finns listade i Catalogue of Life.